# Альфред Д'Орсе

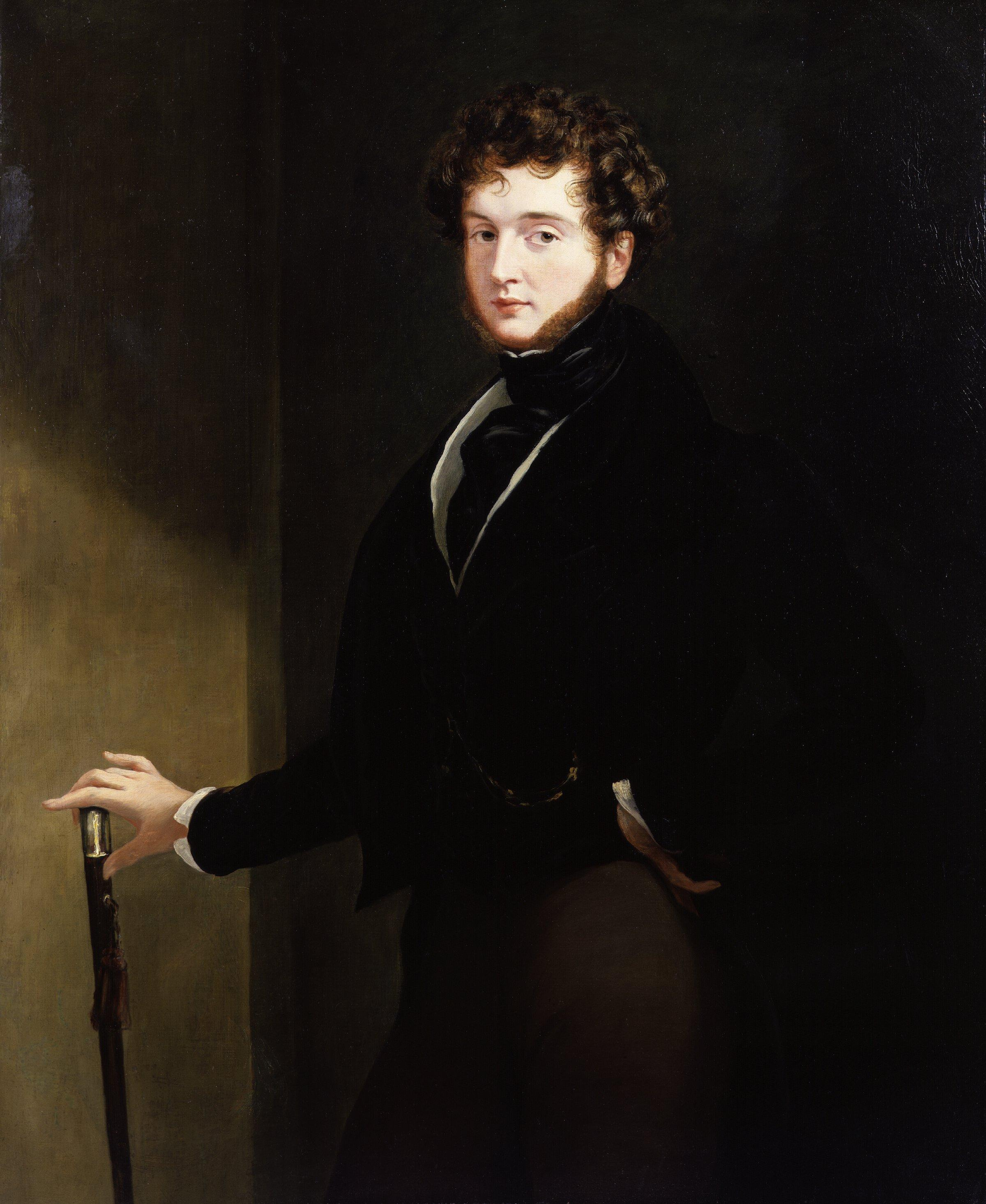
Альфред Гійом Габріель, граф д'Орсе, Джордж Хейтер

Альфред Гійом Габріель Грімод д'Орсе, граф д'Орсе (4 вересня 1801 , Париж  — 4 серпня 1852 , Шамбурсі ) — французький художник-аматор, денді та законодавець моди початку — середини XIX століття.

## Життєпис
Народився 1801 року в Парижі, був другим сином Альбера Гаспара Гримо, графа д'Орсе, бонапартистського генерала. Його матір'ю була баронеса Елеонора фон Франкемон, позашлюбна донька герцога Вюртемберзького та італійської авантюристки Анни Франкі. Його старший брат помер у дитинстві.
У 1821 році він вступив до французької армії відновленої монархії Бурбонів (всупереч своїм власним бонапартистським тенденціям), був присутній на пишній коронації Георга IV у Лондоні того ж року (залишаючись там до 1822 року) і служив гвардійцем корпусу Людовика XVIII. Перебуваючи в Лондоні, він зав'язав знайомство з Чарльзом Гардинером, 1-м графом Блессингтоном, і Маргаритою, графинею Блессінгтон, яке швидко переросло в близькість. Біографи припускають, що або у графині та д'Орсі був роман, або захоплення було виключно між графом та д'Орсе. Хоча сучасники відзначали женоподібність молодої людини, докази їх зв'язку непереконливі.
Наступного року пара відвідала д'Орсе у Валансі на Роні, і на запрошення графа він супроводжував групу в їхній подорожі Італією.

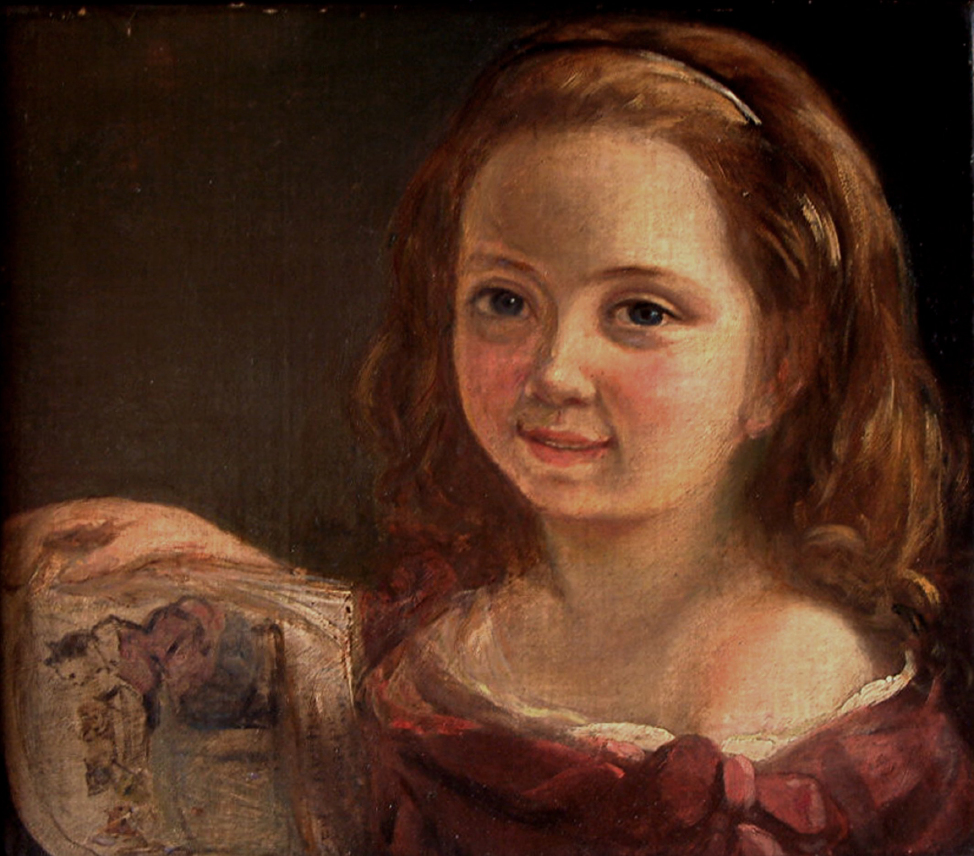
Портрет доньки лорда Байрона, Ади, яка згодом стала відома як математик Ада Лавлейс, кисті д'Орсе.

Навесні 1823 року він зустрів лорда Байрона в Генуї, і опублікована в цей період листування поета містить численні згадки про дари і досягнення д'Орса, а також про своєрідне ставлення до сім'ї Блессінгтонів. Щоденник, який д'Орсе вів під час свого візиту до Лондона в 1821—1822 роках, був представлений Байрону і отримав його високу оцінку за знання людей і манер, а також за гостру спостережливість.
1 грудня 1827 року граф д'Орсе одружився з леді Гаррієт Гардінер, п'ятнадцятирічної дівчини, доньки лорда Блессінгтона від його попередньої дружини. Цей шлюб, хоч і поєднав його із сім'єю Блессінгтонів менш явно двозначною, ніж раніше, в інших відносинах був нещасливим. І в 1838 році він оформив розлучення, за яким леді Гаррієт заплатила більше 100 000 фунтів стерлінгів його кредиторам (хоча навіть це не покрило всіх його боргів) в обмін на відмову д'Орсе від претензій на маєток Блессінгтон.

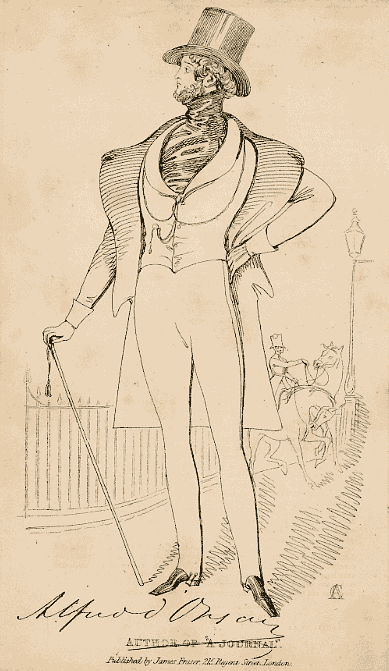
Зображення д'Орсе, опубліковане Джеймсом Фрейзером.

Після смерті лорда Блессінгтона, що сталася в 1829 році, овдовіла графиня повернулася в Англію в супроводі д'Орсе, і її будинок, спочатку на Сімор-Плейс, потім в Гор-хаусі (англ.), незабаром став курортом модного літературно-мистецького товариства Лондона, який однаково приваблював і господаря, і господарку. Чарівні манери графа, блискучий розум і художні здібності супроводжувалися доброзичливими моральними рисами, які подобалися всім його сподвижникам. Його майстерність художника і скульптора виявилася у численних портретах і статуетках, що зображують його друзів, які були відзначені великою силою та правдивістю, хоча й несли ознаки недосконалості, яку можна подолати лише наполегливою практикою.
Саме у Гор-хаусі д'Орсі познайомився з Бенджаміном Дізраелі та Едвардом Булвер-Літтоном, модними молодими людьми, які «балувалися» мистецтвом. Д'Орсе і Дізраелі були хорошими друзями в 1830-х роках — настільки, що Дізраелі попросив д'Орсе бути його секундантом, коли зібрався битися на дуелі з Морганом О'Коннеллом, сином ірландського агітатора Денієла О'Коннелла. Д'Орсе відмовився на тій підставі, що він іноземець, і Дізраелі вирушив із Генрі Бейлі, спільним другом. Образ графа Алківіада де Мірабель у романі Дізраелі «Генрієтта Темпл» був створений за образом д'Орсе, якому була присвячена книга.

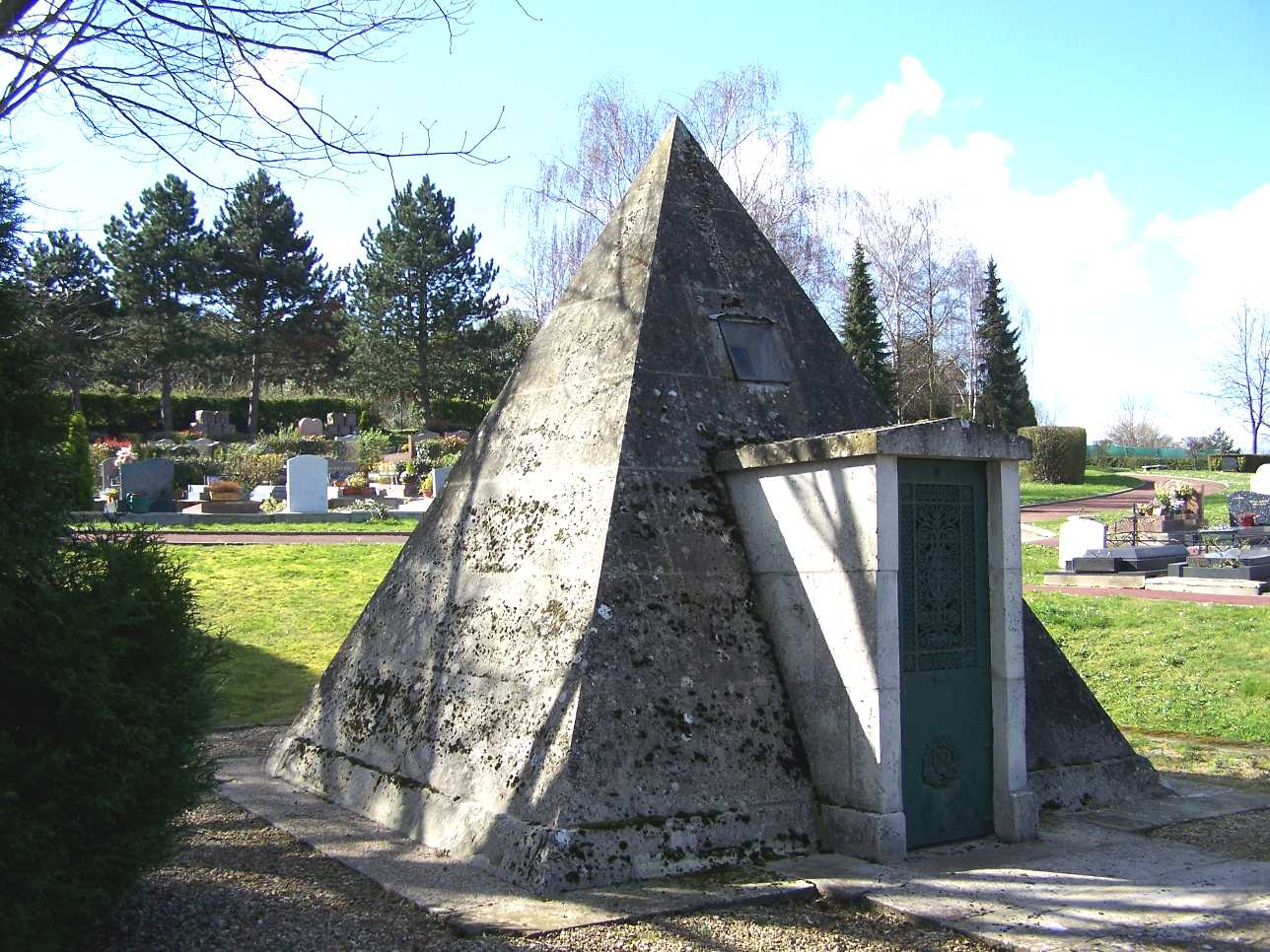
Пірамідальна гробниця графа та Маргарити в Шамбурсі (Івлін, Франція)

Граф д'Орсе з юності був ревним бонапартистом, і одним із найчастіших гостей у Гор-гаус був принц Луї-Наполеон Бонапарт. У 1849 році граф розорився, заклад у Гор-Гаусі розпався, і він виїхав до Парижа. Леді Блессінгтон продала майже все своє майно і пішла за ним, але померла за кілька тижнів після прибуття, залишивши його вбитим горем. Він намагався прожити написанням портретів. Також він прислуховувався до порад принца-президента (якого також повернувся до Парижа з вигнання і був обраний президентом за рік до прибуття д'Орсе), але стосунки між ними стали менш сердечними після державного перевороту Луї-Наполеона 1851 року, чому граф висловив різке несхвалення.
Не бажаючи довіряти д'Орсі будь-які державні справи, принц-президент Луї-Наполеон нарешті запропонував йому посаду наглядача Школи образотворчих мистецтв. Однак через декілька місяців після призначення д'Орсе заразився інфекцією хребта, від якої помер 4 серпня 1852 в будинку своєї сестри Іди, герцогині де Грамон, в Шамбурсі (англ.). Він спроєктував пірамідальну гробницю із сірого каменю для леді Блессінгтон у Шамбурсі, і сам був у ній похований. Серед учасників похорону був присутній майбутній імператор Наполеон III.

## У культурі

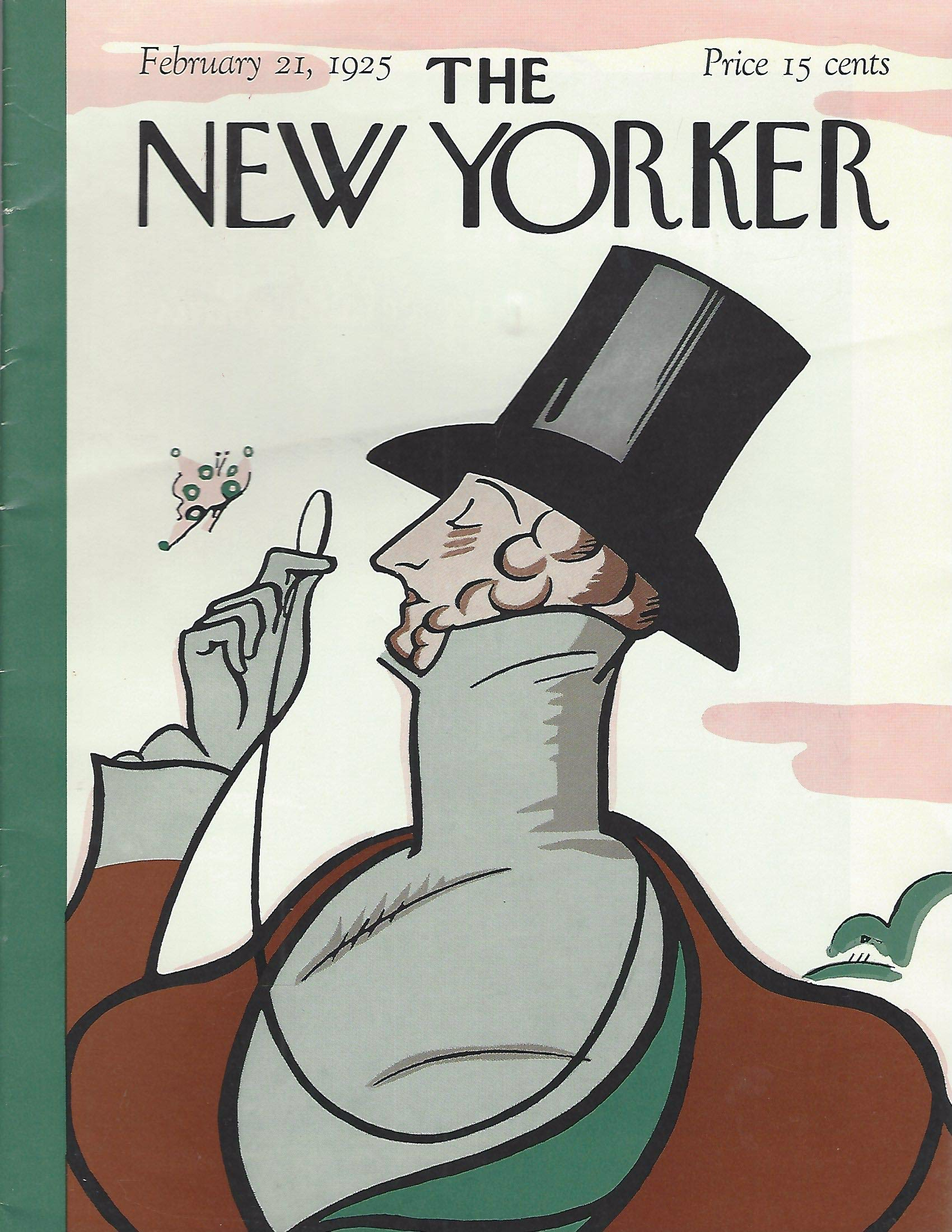
Обкладинка першого випуску з денді Юстасом Тіллі, прототипом Альфреда д'Орсе

- Альфред д'Орсе послужив прототипом для бальзаківського героя-денді Анрі де Марсе (Бальзак зберіг фонетичну співзвучність імен).
- Зображення Юстаса Тіллі, талісмана журналу The New Yorker, був заснований на портреті Д'Орсе авторства Джеймса Фрезера, інтерпретованому художником-карикатуристом та арт-директором Рі Ірвіном[12].

## Архіви
- Його листування з Дізраелі та його дружиною, а також листи лорду Лічфілду зберігаються в Бодліанській бібліотеці в Оксфорді.
- 25 листів д'Орсе Чарльзу Стюарту, 3-му маркізу Лондондеррі (датовані 1851 роком), де розповідається про публікації у Франції газетних статей, що стосуються Абд-ель-Кадіра та французької політики й літературного життя загалом, зберігаються в архіві графства Дарем за адресою Ref No. D/Lo/C 74.
- Його листи до Бульвер-Літтона зберігаються в Гартфордширському центрі архівів і краєзнавства в Гартфорді.